# Sainte Sagesse

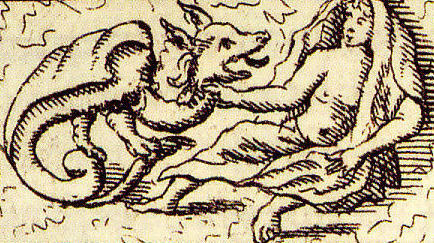
Sainte Sagesse.

La Sainte Sagesse (en grec ancien : Ἁγία Σοφία / Hagía Sophía ; en latin : Sancta Sapientia), aussi appelée la Sagesse de Dieu ou la Sagesse divine, est un concept commun au christianisme et au judaïsme. Pour les juifs, elle est issue du chokmah de l'Ancien Testament ; pour les chrétiens s'ajoute le Verbe néotestamentaire et la sophia de la philosophie grecque.

## Origine
L'expression sainte Sagesse n'apparaît pas tel quel dans la Bible. Néanmoins, dans la 1re épître aux Corinthiens, (chapitre 1, versets 21 et 24), l'apôtre Paul de Tarse parle de la sagesse de Dieu (theoú sofía).
Dans la Septante, le nom grec sophia est la traduction de l'hébreu biblique ḥoḵma (חכמות, sagesse).
La sagesse est un sujet central dans la littérature sapientiale, à savoir les Proverbes, les Psaumes, le Cantique des Cantiques, l'Ecclésiaste, le Livre de la Sagesse , le Siracide, et dans une certaine mesure Baruch (les trois derniers sont les livres deutérocanoniques de l'Ancien Testament).

## Dans le judaïsme
Alain Bühlmann, professeur à l'Institut romand des sciences bibliques, explique que la sagesse (ḥoḵma) est d'abord un savoir-faire — « tous les corps de métier ont leurs sages » —, avant de devenir une habileté intellectuelle au IIIe siècle av. J.-C., où un sage enseigne la sagesse. Il remarque que la sagesse devient un enjeu théologique quand la sagesse traditionnelle, qui dit que « la création résulte d'un équilibre entre stabilité et instabilité », est questionnée dans le livre de Job, avant d'être plus radicalement critiquée dans l'Ecclésiaste (ou Qohélet). Cette vision « critique » ou « rationaliste » va amener à une crise; il en résultera un retour à une conception conservatrice de la sagesse traditionnelle, devenue plus « yahviste, pieuse et nationaliste » .
Dans le Siracide et le livre des Proverbes, elle sera personnifiée, venant de Dieu sans être Dieu, et préfigure le Saint-Esprit du christianisme ainsi que la maxime patristique :  « Deus homo factus est ut homo deus fieret ».

## Dans le christianisme
Selon l'Église catholique, la Sagesse « désigne la connaissance équilibrée, naturelle ou acquise des choses, mais aussi la connaissance inspirée des choses divines et humaines. Elle est un attribut de Dieu et une qualité spirituelle Le don de sagesse est un des sept dons de l’Esprit Saint qui permet de discerner le bien du mal (1er Livre des Rois 3, 9). La vraie sagesse vient de Dieu, elle à [sic] sa source dans sa Parole. C’est dans l’Ancien Testament que se trouve le livre de la Sagesse. »